# Grenchen (Adelsgeschlecht)
Die Freiherren von Grenchen (lateinisch de Granechun, französisch de Granges) waren im 12. und frühen 13. Jahrhundert ein burgundisches Adelsgeschlecht mit Sitz auf der Burg Grenchen, nördlich von Grenchen auf dem heutigen Gemeindegebiet von Bettlach gelegen.

## Geschichte
Aus den überlieferten Urkunden sind fünf Personen aus der Familie bekannt, die vermutlich drei verschiedenen Generationen angehörten, wahrscheinlich nicht unmittelbar aufeinander folgend. Sie wurden als Zeugen von den Grafen von Saugern-Seedorf, den Herzögen von Zähringen, den Herren von Neuenburg und den Grafen von Neuenburg-Nidau beigezogen und erschienen dabei eingereiht unter den anderen Freiherrenfamilien. Die beiden bekannten Frauen aus der Familie wurden mit Vertretern aus dem Grafenhaus Neuenburg verheiratet.
Der Besitz der Familie und die wenigen nachweisbaren familiären Beziehungen weisen alle nach Westen, in den burgundischen Raum und ins Bistum Lausanne. „Von Beziehungen der Herren von Grenchen nach Norden, ins Alamannisch-Deutsche, ist nichts bekannt.“ Aus einer Urkunde von 1180/1181 erschliesst sich eine enge Verwandtschaft mit den Freiherren von Strassberg mit Sitz bei Büren an der Aare, so dass Werner Meyer auf eine gemeinsame Herkunft mit einem gemeinsamen Besitz
links und rechts der Aare zwischen Jura und Bucheggberg schliesst, verwaltet von den beiden Burgen Grenchen und Alt-Strassberg.
Als letzte Vertreterin der Familie von Grenchen brachte Bertha II. (erwähnt 1224 bis 1226) ihren Besitz an ihren Ehemann Graf Rudolf I. von Neuenburg-Nidau. Mit einem späteren innerfamiliären Gütertausch im Grafenhaus von Neuenburg in der Mitte des 13. Jahrhunderts kam der Besitz von Burg und Herrschaft Grenchen an die Linie der Grafen von Strassberg und von diesen, nach einer ersten Verpfändung 1345, später über mehrere Zwischenschritte an die Stadt Solothurn.
Die Ergebnisse der archäologischen Erforschung der Burg Grenchen durch Werner Meyer ergaben mehrere Nutzungsphasen. Um das Jahr 1000 wurde auf dem felsigen Burghügel eine erste Anlage errichtet, die noch aus Holz bestand. Auf der Angriffsseite im Westen sorgte ein aufgeschütteter Erdwall für Schutz. Der früheste bekannte Vertreter aus der Familie von Grenchen, Kuno (erwähnt 1131), bewohnte noch diese Anlage, bevor vermutlich in der folgenden Generation in der Mitte des 12. Jahrhunderts die Burg in Stein mit einem massiven Wohnturm neu errichtet wurde. Aus den Grabungsergebnissen erschlossen sich einige geringe bauliche Veränderungen, bis gegen die Zeit um 1400 gemäss den archäologischen Funden das Leben auf der Burg allmählich erlosch. Als die Freiherren von Grenchen in der Mitte des 13. Jahrhunderts ausstarben, verlor die Anlage ihren Zweck als Wohnsitz. Die Erben aus dem Grafenhaus von Neuenburg-Strassberg bewohnten die Burg nicht mehr selber und liessen sie Anfangs des 14. Jahrhunderts räumen, der Zerfall setzt ein.

## Personen
- Kuno (erwähnt 1131, jedoch nur in einem Vidimus vom 11. Januar 1362), Zeuge bei der Gründung des Zisterzienserklosters Frienisberg
- Hesso (auch Esso genannt, erwähnt 1175–1181)
- Bertha I. (erwähnt 1189, gestorben 1191/1192) ⚭ Ulrich II. von Neuenburg, Herr von Neuenburg
- Bertha II. (erwähnt 1224, gestorben vor 1226) ⚭ Graf Rudolf I. von Neuenburg-Nidau (als dessen erste Ehefrau)
- Johann (gestorben vor 1224/1225), in einer Urkunde von Bertha II. von 1224/1225 als deren Bruder erwähnt

Als die Grafenfamilie von Neuenburg im Jahre 1214 ihre Ministerialen untereinander neu aufteilte, erschienen in dieser Gruppe von Niederadligen auch ein Heinrich von Grenchen zusammen mit seiner Ehefrau und deren Kindern sowie ein Burkard von Bettlach. Als Angehörige des Dienstadels gehören diese nicht der Freiherrenfamilie von Grenchen an.
Die Vermutung, dass die Ehefrau von Berthold I. von Strassberg (erwähnt von 1225 bis 1270/1273), Johanna, aus der Familie der Freiherren von Grenchen stammt, kann nicht bewiesen werden.